# تشيستر (فيرمونت)
تشيستر (بالإنجليزية: Chester, Vermont)‏ هي بلدة تقع بولاية فيرمونت في الولايات المتحدة. تبلغ مساحتها 144.9 (كم²)، وترتفع عن سطح البحر 251 م، بلغ عدد سكانها 3154 نسمة في عام 2010 حسب إحصاء مكتب تعداد الولايات المتحدة .

## أعلام
- روبرت ألدن
- هارون ليلاند
- ميريت أ. إدسون
- دونالد كرام
- ملفين بالدوين

## وصلات خارجية
- chester.govoffice.com
- The US50 - Cities and Towns in Vermont State
- Vermont Cities and Towns, Facts, Map, Flag, Colleges, Government, and More